# Полок (Јужна Дакота)
Полок (енгл. Pollock) град је у америчкој савезној држави Јужна Дакота.

## Демографија
По попису из 2010. године број становника је 241, што је 98 (-28,9%) становника мање него 2000. године.
| Група             | 2000.       | 2010.       |
| Белци             | 336 (99,1%) | 236 (97,9%) |
| Афроамериканци    | 0 (0,0%)    | 0 (0,0%)    |
| Азијати           | 0 (0,0%)    | 0 (0,0%)    |
| Хиспаноамериканци | 1 (0,3%)    | 4 (1,7%)    |
| Укупно            | 339         | 241         |